# Naoto Hiraishi
Naoto Hiraishi (født 23. juni 1992) er en japansk fodboldspiller, som spiller for den japanske fodboldklub Blaublitz Akita.